# Dichodontus croesus
Dichodontus croesus är en skalbaggsart som beskrevs av Fabricius 1801. Dichodontus croesus ingår i släktet Dichodontus och familjen Dynastidae. Inga underarter finns listade i Catalogue of Life.